# Pierre Otis
 (novembre 2016).
Si vous disposez d'ouvrages ou d'articles de référence ou si vous connaissez des sites web de qualité traitant du thème abordé ici, merci de compléter l'article en donnant les références utiles à sa vérifiabilité et en les liant à la section « Notes et références ».
Pierre Otis, né le 2 décembre 1963 à l'Ile Bizard est un peintre québécois reconnu pour ses tableaux abstraits de formes circulaires.

## Début de la carrière
Pierre Otis obtient un diplôme d'études collégial en arts visuels au Cégep de Lévis-Lauzon dans les années 1980. Après un séjour à l’Université de Sherbrooke, en philosophie, il obtient, à Québec, un baccalauréat à l'École des arts visuels de L’Université Laval. En 1992, il occupe un premier atelier à Québec où il habite trois ans. En 1995, il déménage à Montréal. Les Foufounes électriques, un lieu culte de la scène underground de Montréal, invite le peintre à s'y produire[réf. souhaitée].

## Voyage initiatique et inspirations
Entre 1995 et 1996, Pierre Otis entreprend un voyage en Europe. Il travaille à L’atelier éphémère, sis à Issy-les-Moulineaux. Ce serait au Cimetière du Père-Lachaise qu’il trouve son inspiration[réf. nécessaire]. Sur le tombeau de Chopin, il esquisse ces premiers tondi[réf. nécessaire].

## Les tondi
C’est entre 2004 et 2008 que Pierre Otis se fait remarquer par le choix d’un nouveau support, les tondi.

## Les portraits
En 2009, Pierre Otis habite de nouveau à Montréal, il poursuit sa démarche artistique dans un atelier de la rue Bordeaux. Il entreprend des portraits d’artistes célèbres : Mozart, Bukowski, Beethoven, Giacometti, Oscar Wilde, Picasso, Cézanne et bien d'autres[réf. nécessaire].